# Denis Foyatier

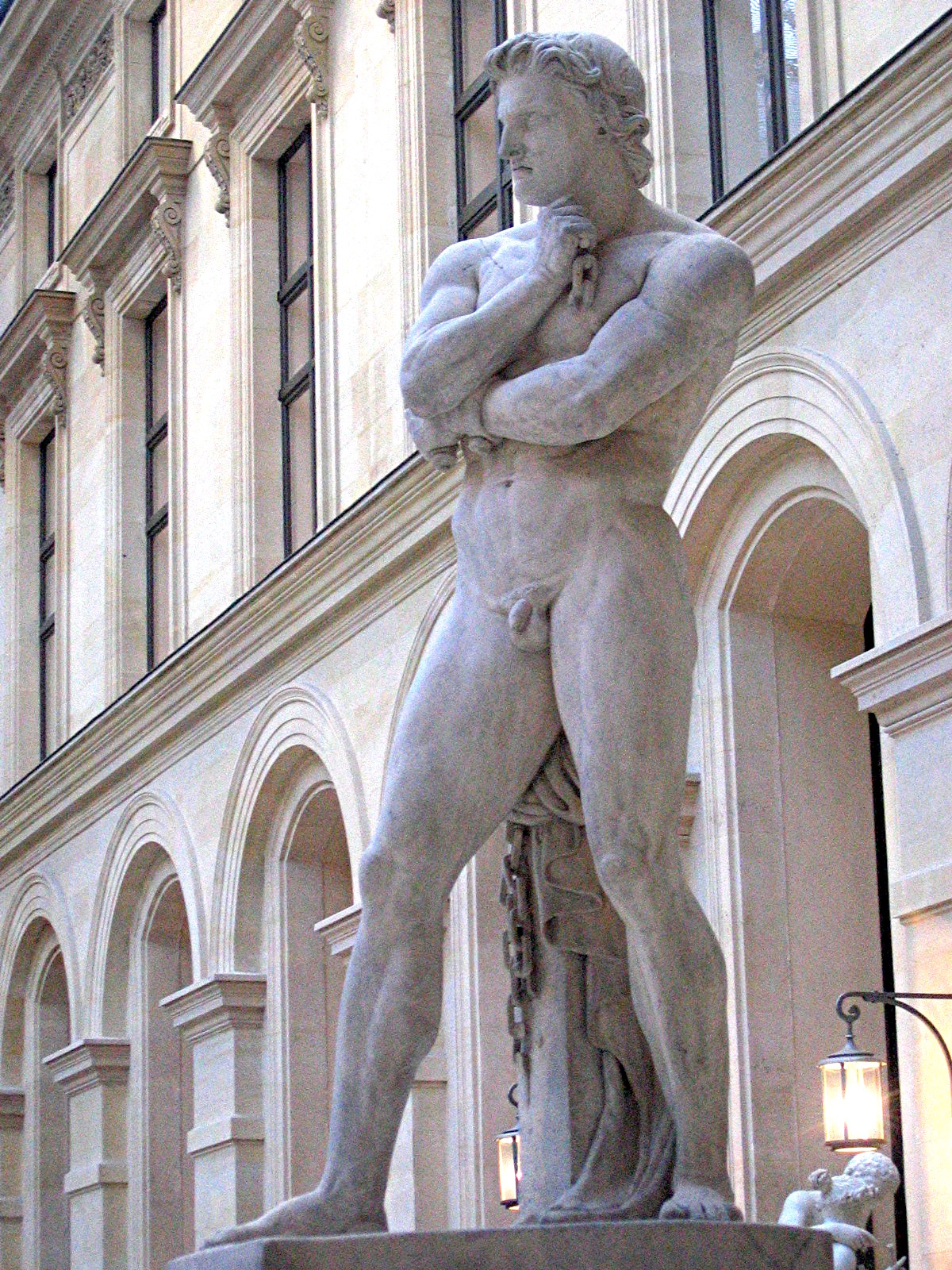
Espartaco, por Denis Foyatier, en el museo del Louvre, 1830

Denis Foyatier, nacido el 21 de septiembre de 1793 en Bussières y fallecido el 19 de noviembre de 1863 en París, fue un escultor y pintor francés.

## Datos biográficos
Nacido en una familia pobre (su padre era un tejedor y agricultor en la aldea de Bezin en Bussières), comienza a trabajar en las figuras religiosas, mientras toma clases de arte en Lyon. En 1817, ingresó en la École des Beaux-Arts de París. En 1819, expuso sus primeras obras y ganó una beca para viajar y residir en la Academia de Francia en Roma ( Villa Médicis ) en Roma, entonces contaba 26 años.
Fue en la Villa Medici donde modela el yeso de su Espartaco, que es muy famoso. Una comisión real en 1828 le permite ejecutar una estatua de mármol que asegura su fama.
Después de una carrera como escultor y pintor particularmente brillante, murió el 19 de noviembre de 1863 y está enterrado en el cementerio de Petit-Clamart
Es lamentable que ciertas obras de Denis Foyatier han desaparecido, muchos fueron enviadas a la fundición durante la última guerra (1939-1945).
Él es el padrastro del escultor Jules Blanchard.

## Fama y reconocimiento
Varias ciudades han dado su nombre a una de sus calles:
- París: Denis Foyatier tiene una calle que lleva su nombre en el distrito décimo octavo de París (escaleras y terrazas de la calle, que da acceso al Sagrado Corazón y las instalaciones adyacentes al funicular ).

- Roanne
- Saint-Étienne

y algunos municipios más pequeños en el departamento del Loire:
- Bussières, una plaza en la entrada del pueblo desde la carretera de Pouilly-lès-Feurs.
- Feurs

## Obras
Entre las mejores y más conocidas obras de Denis Foyatier se incluyen las siguientes:
- El amor  (1825), estatua, de mármol, París, Museo del Louvre.
- Espartaco  (1830), estatua más grande que el natural, mármol, París, Museo del Louvre: originalmente colocado en 1831 en una serie de ocho estatuas de los grandes hombres en los jardines de las Tullerías, la estatua de Espartaco, fue recogida en 1877 en el Louvre.
- Cincinato (1832-1834), estatua, mármol, París, situada en el jardín de las Tullerías en 1836 cerca del gran estanque, esta estatua es también parte de la serie de los grandes hombres. el modelo en yeso se conserva en el Palacio de Bellas Artes de Lille
- Siesta  (1848), estatua, mármol, París, Museo del Louvre
- Etienne Pasquier, abogado, estatua, París, jardines de Luxemburgo, a la izquierda del palacio de Luxemburgo.
- La fe, estatua, piedra o mármol, París, iglesia de Nuestra Señora de Loreto, París, justo encima del frontón.
- San Mateo, estatua, piedra, plaza Franz Liszt, fachada de la iglesia de San Vicente de Paúl en París, balaustrada.
- La doncella de Orleans, estatua ecuestre monumental (4,40 m de altura), de Juana de Arco, en bronce, colocada en 1855 en la Plaza de Martroi de Orleans.
- Los últimos días de Herculamun, 2,65 m de altura, de bronce, adorna el jardín de los Olivos del palacio abacial Remiremont. Retirada en 1942.
- San Cristóbal, en "madera policromada y dorada", que se encuentra en Néronde (42).
- La prudencia, mármol, en la Cámara de Diputados (Palais Bourbon ) en París.
- San Felipe, San Bartolomé, Santo Tomás, San Mateo en la iglesia de la Madeleine en París.
- La Virgen y el Niño, en la iglesia de Saint Étienne du Mont, en París.
- El Mariscal de la Palice, Olivier de Clisson, el abad Suger; en Versalles
- San Marco, en Arras.
- El coronel Michel Combes en Feurs.
- Busto de la duquesa de Agoulème (sala de las donaciones recientes ) en el Museo de Bellas Artes, en Lyon.
- Una bacante (Hall Lyon) en el Museo de Bellas Artes de Lyon.

Obras de Denis Foyatie
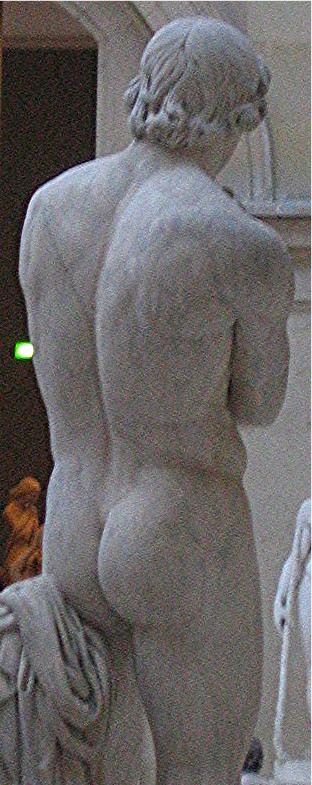
Spartaco, detalle del modelo
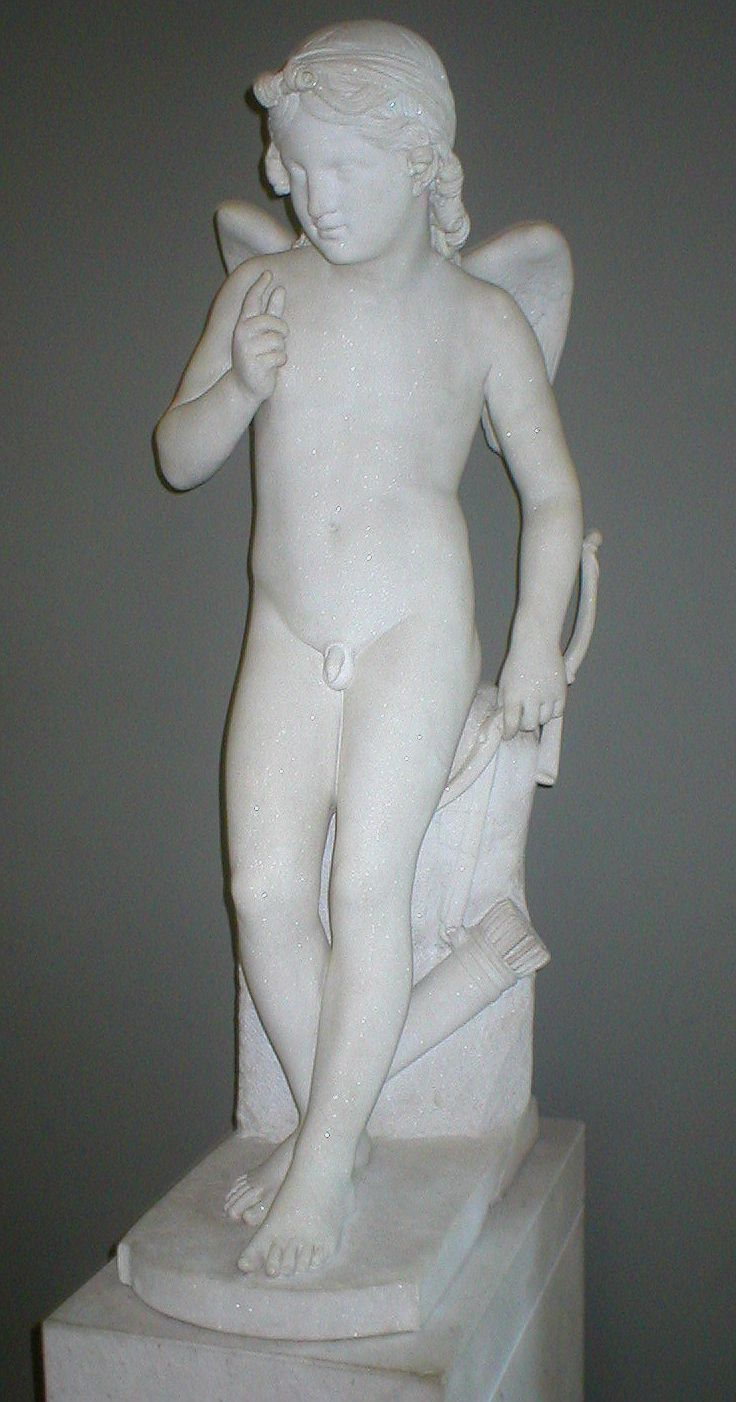
l'Amour, museo del Louvre
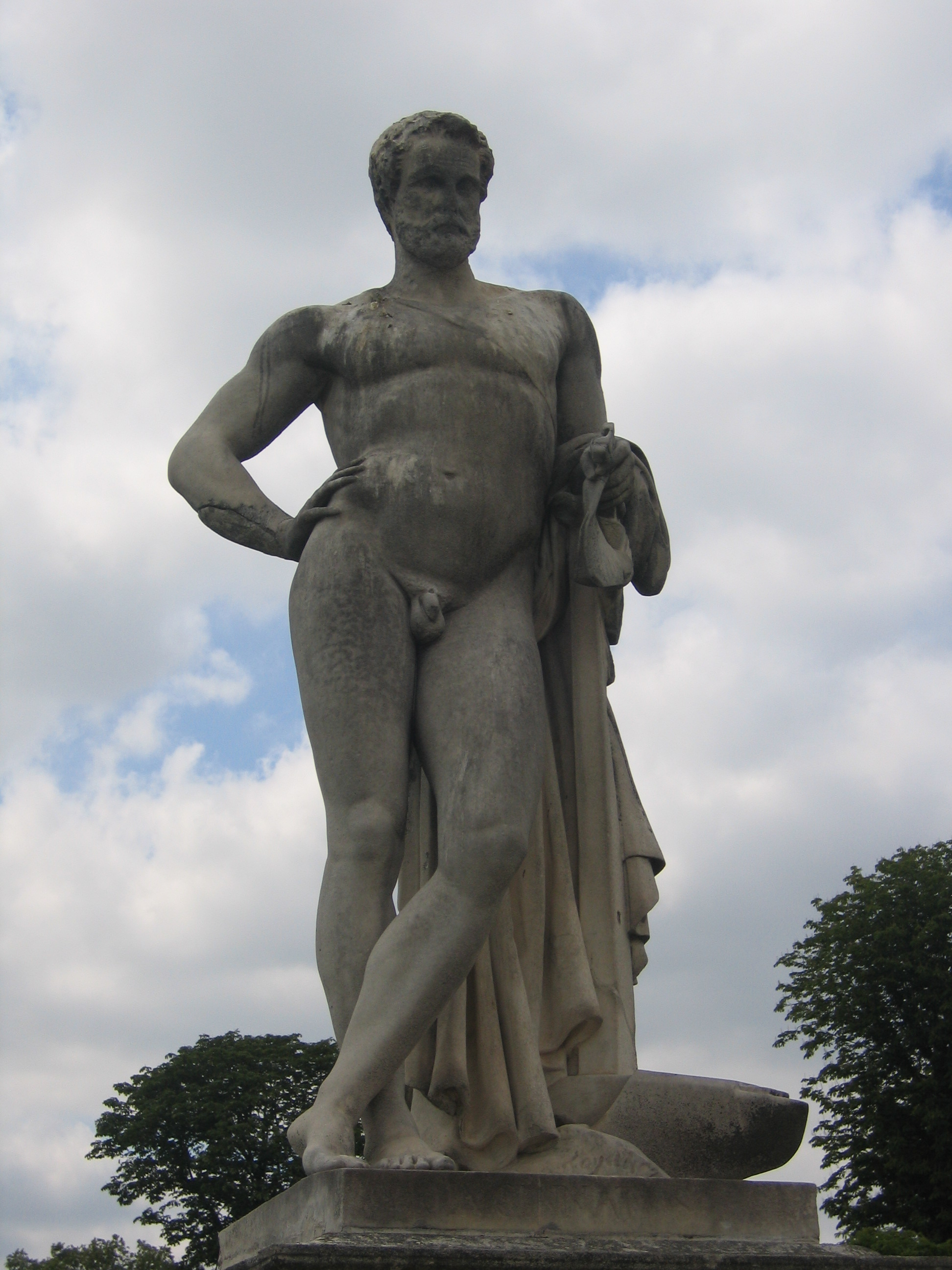
Cincinnatus, jardín de las Tullerías
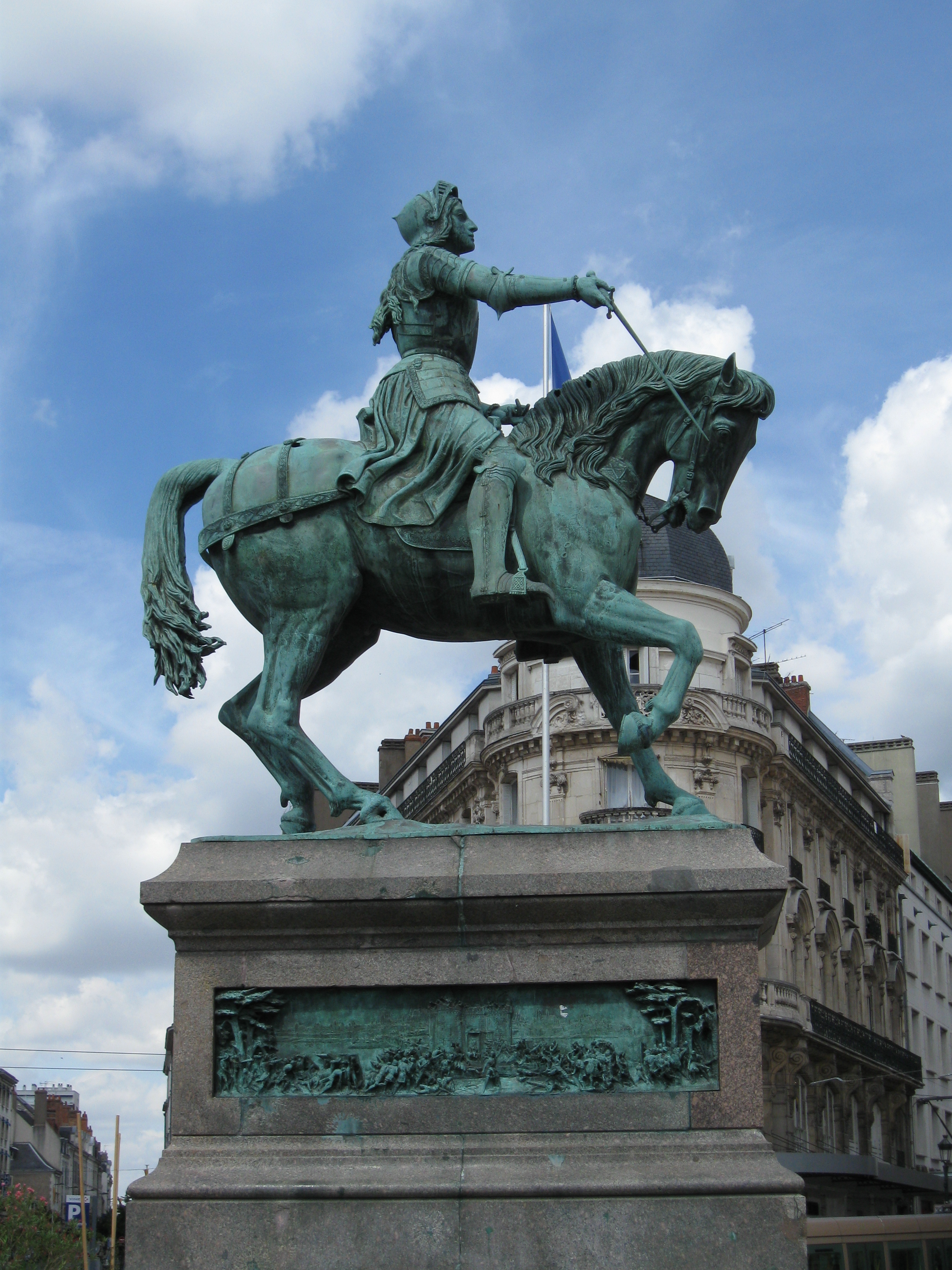
Juana de Arco, place du Martroi, Orléans

(pinchar sobre la imagen para agrandar) 